# Autopista AP-6
L'autopista AP-6, chiamata anche autopista del Noroeste, è un'autostrada della Spagna che unisce la città di Collado Villalba presso Madrid con la località di Adanero presso Avila. L'autostrada, gestita in concessione dalla società Iberpistas, misura 66 km di lunghezza ed attraversa la Sierra de Guadarrama.

## Percorso
| Simbolo | Uscita (direzione ovest)↓ Leggere dall'alto al basso  | Numero di uscita | Uscita (direzione est) ↑ Leggere dal basso all'alto | Intersezioni principali |
| ------- | ----------------------------------------------------- | ---------------- | --------------------------------------------------- | ----------------------- |
|         | inizio autostrada                                     |                  | continuazione in direzione Madrid                   |                         |
|         | area servizio "Villalba"                              | 42               | area servizio "Villalba"                            |                         |
|         | El Escorial-Guadarrama                                | 47               | El Escorial-Guadarrama                              |                         |
|         | CASTIGLIA E LEÓN Provincia di Segovia                 | -                | MADRID                                              |                         |
|         | Puerto de Guadarrama 1511m                            | -                | Puerto de Guadarrama 1511m                          |                         |
|         | tunnel "Guadarrama" 3.345 m                           | -                | tunnel "Guadarrama" 3.345 m                         |                         |
|         | San Rafael-Segovia                                    | 60               | San Rafael-Segovia                                  | N-603                   |
|         | barriera "San Rafael"                                 | -                | barriera "San Rafael"                               |                         |
|         | Segovia                                               | 61               | -                                                   |                         |
|         | area servizio "Villacastín"                           | -                | area servizio "Villacastín"                         |                         |
|         | Villacastín-Avila                                     | 81               | Villacastín-Avila                                   | \| \| N-110 \|          |
|         | Provincia di Ávila                                    | -                | Provincia di Segovia                                |                         |
|         | barriera "Labajos"                                    | -                | barriera "Labajos"                                  |                         |
|         | Sanchidrián-Salamanca                                 | 102              | -                                                   |                         |
|         | Adanero Olmedo-Valladolid                             | 108              | -                                                   | N-601                   |
|         | fine autostrada; continuazione in direzione La Coruña |                  | inizio autostrada                                   |                         |
|         | N-110                                                 |                  |                                                     |                         |